# 프레이저 문자
프레이저 문자(Fraser alphabet)는 기독교 선교사인 제임스 O. 프레이저가 1915년경에 리수어를 표기하기 위해 만든 인공문자이다. 문자는 로마자의 대문자를 바탕으로 하고 있는데, 기본적인 글자를 상하 또는 좌우로 뒤집어 기본문자와 음운적으로 관련이 있는 새로운 변형문자를 추가하였다. 또, 리수어의 성조를 표기하기 위하여 컴마나 콜론, 마침표등을 성조부호로 사용하고 있다. 익숙한 로마문자및 문장부호를 음성문자로 대용한 점에서 프레이저 문자로 쓰인 문장은 언어가 아닌 암호처럼 기묘한 느낌을 주기도 한다. 중화인민공화국 정부는 국가 수립 이후 리수족에게 통상의 로마문자에 기반한 정서법을 제공하였으나, 1992년 이 문자를 리수어를 표기하는 공식문자로서 인정하고 사용을 장려하였다.

## 유니코드
| U+   | 0 | 1 | 2 | 3 | 4 | 5 | 6 | 7 | 8 | 9 | A | B | C | D | E | F |
| ---- | - | - | - | - | - | - | - | - | - | - | - | - | - | - | - | - |
| A4D0 | ꓐ | ꓑ | ꓒ | ꓓ | ꓔ | ꓕ | ꓖ | ꓗ | ꓘ | ꓙ | ꓚ | ꓛ | ꓜ | ꓝ | ꓞ | ꓟ |
| A4E0 | ꓠ | ꓡ | ꓢ | ꓣ | ꓤ | ꓥ | ꓦ | ꓧ | ꓨ | ꓩ | ꓪ | ꓫ | ꓬ | ꓭ | ꓮ | ꓯ |
| A4F0 | ꓰ | ꓱ | ꓲ | ꓳ | ꓴ | ꓵ | ꓶ | ꓷ | ꓸ | ꓹ | ꓺ | ꓻ | ꓼ | ꓽ | ꓾ | ꓿ |